# ピュージェット湾

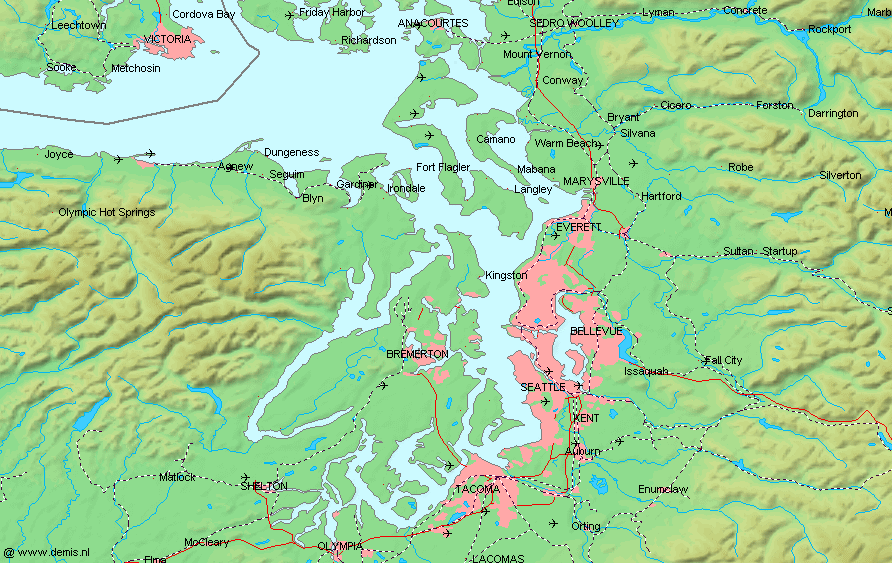
ピュージェット湾沿岸地図。東岸にシアトル、南端にオリンピアの町がある。シアトルの対岸のブレマートンが位置するのがキットサップ半島、そのさらに西の山がちな陸地がオリンピア半島。湾の北側をふさいでいるのがホイッドビー島で、その西はファンデフカ海峡になる

ピュージェット湾（ピュージェットわん、ピュージェット・サウンド、プジェット・サウンド、英語: Puget Sound、IPA [ˈpjuʤɨt]）は、アメリカ合衆国北西部のワシントン州にある湾。氷河の侵食が形成した入り組んだ湾が南北に渡って続き、北のファンデフカ海峡を通じて太平洋へとつながる。北はファンデフカ海峡東端のアドミラルティ入江（Admiralty Inlet）に、南はタコマやワシントン州州都オリンピアの街に達している。湾内にキットサップ半島などが浮かび、湾の西はオリンピック半島が太平洋との間を隔てている。沿岸はシアトル大都市圏と重なり、400万人の人々が住む太平洋岸でも重要な産業・物流・交通・文化の中心地である。
ジョージア海峡、ファンデフカ海峡、ピュージェット湾などから構成される、バンクーバー島と北アメリカ大陸の間の内海は、セイリッシュ海と総称される。

## 歴史
先住民ルスフットシード人の言語では、ピュージェット湾は「ウルジ Whulge」という。ピュージェットという名前は、北米大西洋沿岸を探検したイギリス海軍のディスカバリー号の艦長、ジョージ・バンクーバーが、1792年5月にこの湾の南端部を探検した部下のピーター・ピュージェット大尉（Peter Puget）にちなんで名づけた。バンクーバーは1792年6月4日、この地をイギリス領だと宣言、オレゴン地域の一部に編入した。その後英米の共同領有を経た後、英米間でこの湾の所有を巡っての外交上の駆け引きが行われたが（オレゴン境界紛争）、1846年のオレゴン条約でアメリカ合衆国領土となった。
もともと、ピュージェット湾とはピーター・ピュージェットが探検したポバティー湾（Poverty Bay）より南の一帯を指し、シアトル周辺など湾の中央部や北部は「アドミラルティ入江」（Admiralty Inlet）と呼ばれていた。今日、アドミラルティ入江は、エバレット西方沖の湾北部をふさぐホイッドビー島（Whidbey Island）と、シアトルの西方対岸でブレマートンが位置するキットサップ半島北端のノー・ポイント岬（Point No Point）の間の海峡を指すに過ぎない。しかし近代の海図ではピュージェット湾とアドミラルティ入江は別の海域を指す。ピュージェット湾の北方境界の東は、エバレットとホイッドビー島とを分かつポゼッション湾（Possession Sound）になっている。
オレゴン・トレイルを越えて西海岸にやってきた入植者たちは、現在のワシントン州周辺にたどり着き、ピュージェット湾周辺の海岸に住んだ。最初の入植地は1846年に建設されたニュー・マーケット（New Market、今日のタムウォーター Tumwater）であった。1853年にはオレゴン準州からワシントン準州が分かれ、1870年、ノーザン・パシフィック鉄道はピュージェット湾沿岸から内陸部までの鉄路を完成させ、1883年にはシアトルとシカゴが結ばれた。
一方で、湾周辺に住んでいたスクワミッシュ族（Suquamish）ら先住民は追いやられることになった。ワシントン準州成立直後の1855年1月22日、準州知事アイザック・スティーブンスと湾周辺の各部族代表（スクワミッシュ、スカギット、スノホミッシュ、ドゥワミッシュ、ラミ、スウィノミッシュほか諸部族。スクワミッシュとドゥワミッシュ両民族の高名な長シアトル Seattle（シアス Sealth とも）も代表として出席した）は現在のマコティオ（Mukilteo）でポイント・エリオット条約（Point Elliott Treaty）を結び、各部族はほとんどの土地を合衆国に割譲し、小さな居留地に移住することになった。たとえばスクワミッシュ族はシアトル対岸のポート・マディソンに保留地を持ち、6,500人余りが今も暮らしている。

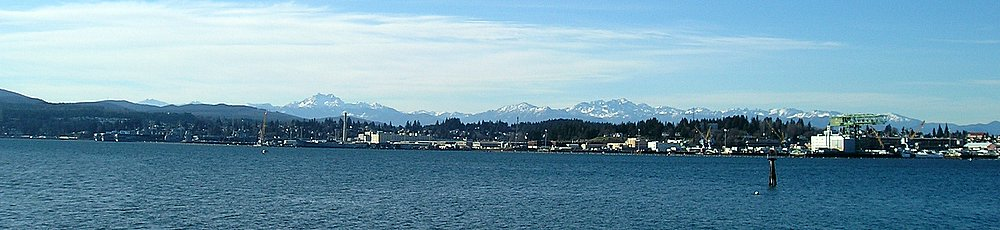
ポート・オーチャードから見たピュージェット・サウンド海軍造船所。モスボール処理された艦艇は左側に、右側には槌型クレーンが見える。

湾岸の産業では、タコマは長年、金・銀・銅・鉛などの精錬で知られていた。シアトルは当初アラスカとアメリカ合衆国本土との交易の玄関口で、後には造船も栄えるようになった。ピュージェット湾の東側は第一次世界大戦と第二次世界大戦で軍需を支える重工業地帯となり、ブレマートンに19世紀末にできたピュージェット・サウンド海軍造船所が多くの艦船を建造した。またシアトルやエバレットはボーイングの巨大工場ができ軍用機・旅客機製造の中心となり、この地の象徴的産業となっている。
太平洋戦争を契機にピュージェット湾地域は軍需産業の集積地となり、ボーイング工場の爆撃機製造、シアトル・ブレマートン・タコマでの艦船建造や、シアトル港などの軍需物資・兵站輸送が大戦や冷戦を支えた。

## 地質学
アメリカ地質調査所（The United States Geological Survey）は、ピュージェット湾を、多くの湾や海峡からなるひとつの湾と定義づけている。特に、氷河が侵食したフィヨルドの集合としている。

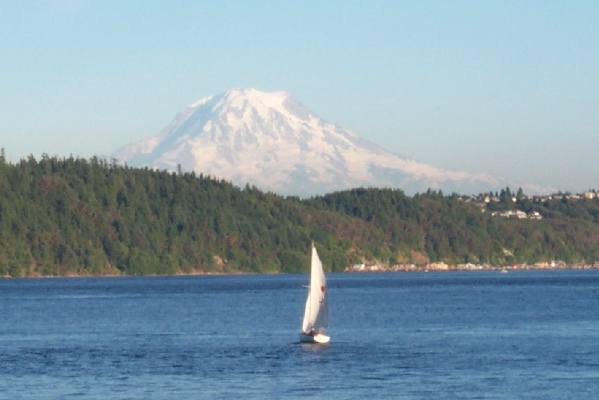
湾の上にそびえる、雪をかぶったレーニア山

ピュージェット湾は海水で満たされた巨大な河口で、西のオリンピック半島や東のカスケード山脈からの河川の淡水が雪解けとともに大量に流れ込む。ピュージェット湾の北はホイッドビー島南端で、南はオリンピアの町になる。ホイッドビー島と対岸のマコティオの町の間の狭い海峡がポゼッション湾の南端になる。
湾は氷河の浸食作用で削り取られ、この侵食は南はオリンピア周辺まで氷床が広がった最終氷期の終わりまで続いた。この地域の土壌は1万年前より新しいもので、今でも未熟な土壌である。最終氷期の最寒冷期（2万年前ごろ）、氷の溶けた水による大きな湖が氷床の先にでき、シェヘリス川（シャヘイリス川、Chehalis River）が注いでいた。その堆積土はロートン・クレイ（Lawton Clay）という青灰色の粘土を形成している。氷山が氷河先端から分離すると、氷河の下にあった砂利や小石が海底に散らばり、ばらばらなまま堆積する。地質学者はこれを氷海成運搬物（glaciomarine drift）と呼んでいる。湾周辺の浜辺や、海岸沿いの森林の中には、氷河が取り残した大きな「迷子石」が散在する。海中にもこうした岩は眠っているが、しばしば航行の危険となる。氷河期の間、陸塊を重みで押さえつけていた氷床がとけ去った後、陸塊は反動で隆起したが、この隆起は海面に対し一定ではなかったため、ピュージェット湾一帯は陸にならず淡水や海水が入り込んだ。かつての氷河湖に堆積したロートン・クレイは、現在では海抜37mにまで達している。
ピュージェット湾は4つの相互に連結した海盆からなっているが、いくつかは非常に深く、互いに浅い貫入岩床で分けられている。海盆の深みはここがプレート間の沈み込み帯の一部となっているからで、ファンデフカプレートの縁に付着した地形が北アメリカプレートの下にここで沈み込んでいる。ここでは最近はプレート沈み込みに伴う大きな地震は起きていないが、300年ほど前にカスケード地震というマグニチュード9の巨大地震が起こっている。日本沿岸を襲った大津波の記録によればこれは1700年1月26日のことであった。沈み込む海底岩盤内の圧力が時々解放されて起こる震源の浅い地震は湾内で時々起こり、大きな被害をもたらす。シアトル断層がピュージェット湾を横切り、ヴァション島（Vashon Island）の北からシアトル市街直下に達している。その南では、タコマ断層が干渉する地層を屈曲させている。
粘土の上に氷河が運んだ小石が載った、ピュージェット湾周辺に典型的な氷河由来の深い地層は、大雨の後などには不安定になり地滑りを起こしやすい。

## 地理

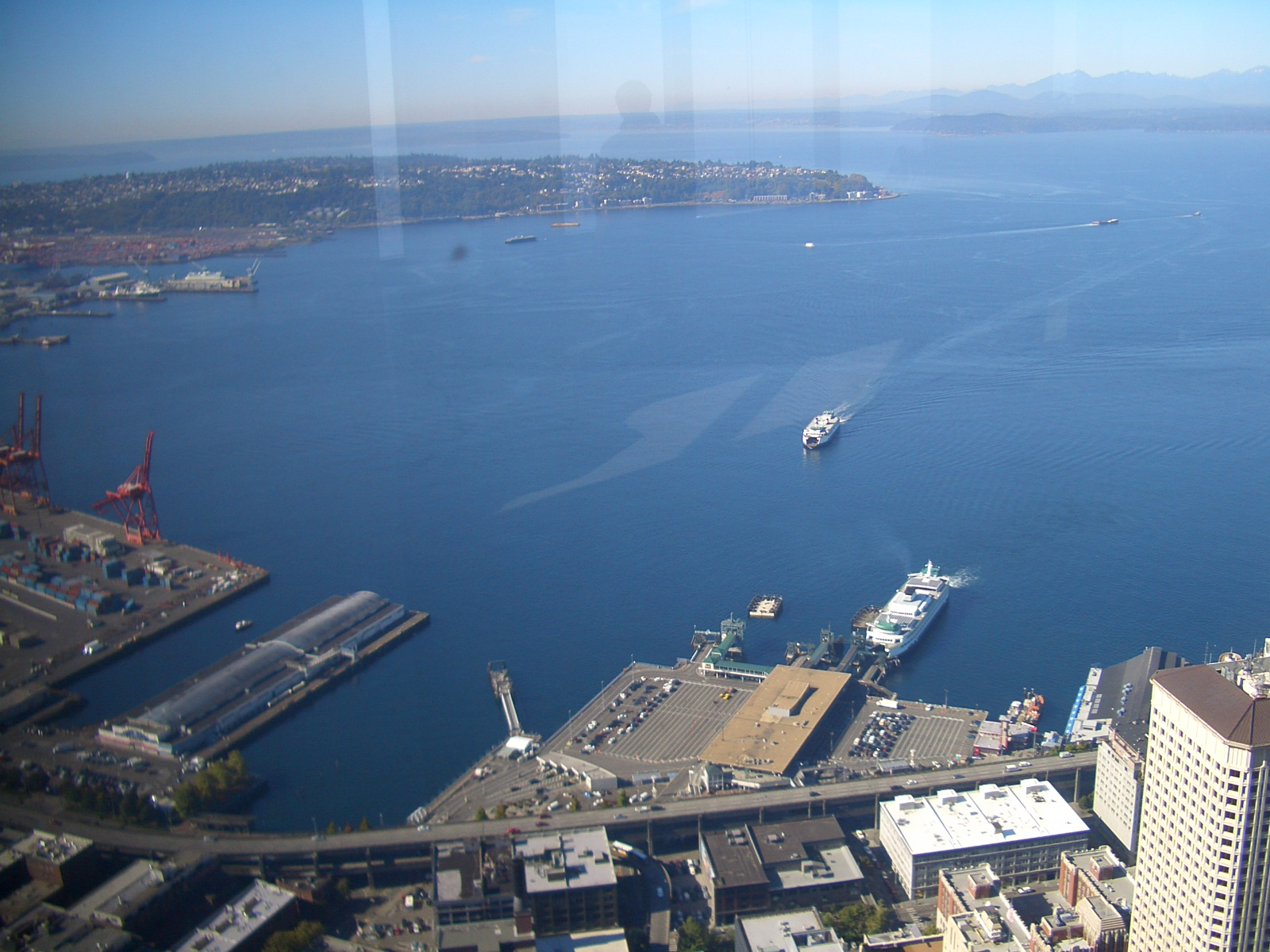
シアトル都心から見た港湾風景

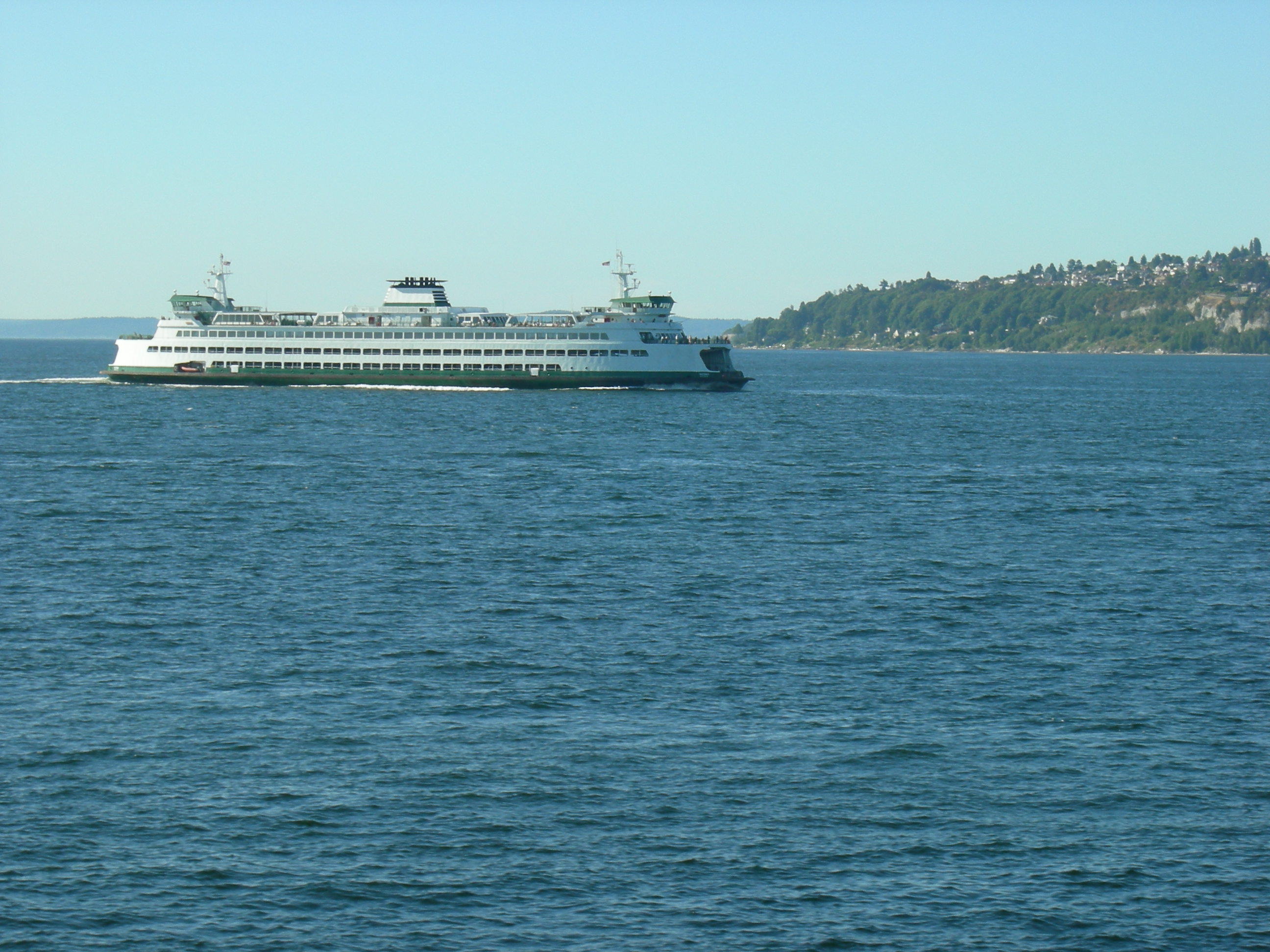
シアトルに入港する直前のワシントン州営フェリー

ピュージェット湾地域の都市圏の中心はシアトル市で、都市圏は9つの郡からなっている。シアトルとタコマの二つの中心都市、オリンピア、ベルビュー、エバレット、ブレマートン、マウントバーノンなどの衛星都市からなるメトロポリスは「ピュージェトロポリス」（Pugetropolis）とも呼ばれる。シアトルとタコマの両大都市は大規模な工場地帯とコンテナ港湾、超高層ビルが並ぶ中心業務地区（CBD）を抱えている。各衛星都市は基本的には郊外で、小さな中心街と工業地区・港湾がある。郊外はほぼ住宅地、ロードサイドショップ、ショッピングモールなどからなる。
この地区は多くの港町が湾岸に並ぶ港湾地区としても知られる。シアトル港・タコマ港はアジアとつながる世界的なコンテナ航路のハブ港湾で、両港の合計取扱量は、北米西海岸ではロサンゼルス港とロングビーチ港の合計に次ぐ規模を誇る。カナダ最大の港湾、バンクーバー港はピュージェット湾都市圏のすぐ北に位置する。
アメリカでも独特な州営フェリーシステム、ワシントン・ステート・フェリー（Washington State Ferries）はワシントン州本土とピュージェット湾内外の大きな島を結ぶほか、湾の東西を結び、自動車や人が湾内を行き交って都市圏交通の一環をなしている。また湾内にはタコマナローズなどの狭い海峡が多く、タコマナローズ橋などが湾を越える道路交通を担っている。

### 主な島
- Anderson Island
- Bainbridge Island
- Blake Island
- Camano Island
- Fidalgo Island
- Fox Island
- Harstine Island
- Indian Island
- Marrowstone Island
- Maury Island
- McNeil Island
- Squaxin Island - スカシン島。先住民スカシン・アイランド族居留地。
- Whidbey Island - ホイッドビー島
- Vashon Island - ヴァション島